# دونالد اندروز
دونالد اندروز (بالإنجليزية: Donald Andrews)‏ (و. 1955  م) هو اقتصادي كندي، ولد في فانكوفر، هو عضوٌ في الأكاديمية الأمريكية للفنون والعلوم.

## التعليم
تعلم في جامعة كولومبيا البريطانية، وجامعة كاليفورنيا، بركلي.

## جوائز
حصل على جوائز منها:
- زمالة جمعية الاقتصاد القياسي
- زميل الأكاديمية الأمريكية للفنون والعلوم.